# Episodi de Le avventure di Ruffy e Reddy (terza stagione)
Lista degli episodi della terza stagione della serie televisiva animata Le avventure di Ruffy e Reddy.
| n° | Titolo originale                               | Titolo italiano           | Prima TV USA     | Prima TV Italia |
| -- | ---------------------------------------------- | ------------------------- | ---------------- | --------------- |
| 1  | Dizzy Deputies                                 |                           | 19 dicembre 1959 |                 |
| 2  | Later Later, Alligator                         |                           | 19 dicembre 1959 |                 |
| 3  | Gator Caper                                    |                           | 19 dicembre 1959 |                 |
| 4  | Chip Off the Old Chopper                       |                           | 26 dicembre 1959 |                 |
| 5  | La Fitt to Be Tied                             |                           | 26 dicembre 1959 |                 |
| 6  | Hide and Go Seek on Okeechonokee Creek         |                           | 26 dicembre 1959 |                 |
| 7  | Boom Boom Doom                                 |                           | 2 gennaio 1960   |                 |
| 8  | Spellbound Fool in a Round Whirlpool           |                           | 2 gennaio 1960   |                 |
| 9  | Fast Chase Through a Spooky Place              |                           | 2 gennaio 1960   |                 |
| 10 | Looks Like the End for a Cotton Picking Friend |                           | 9 gennaio 1960   |                 |
| 11 | No Laff on Half of a Raft                      |                           | 9 gennaio 1960   |                 |
| 12 | Gator Thrills and Whooshmobiles                |                           | 9 gennaio 1960   |                 |
| 13 | Trapped and Snapped Sap                        |                           | 9 gennaio 1960   |                 |
| 14 | Spooky Meeting at Spooky Rock                  |                           | 16 gennaio 1960  |                 |
| 15 | Dig the Bigger Digger                          | Le montagne superstiziose | 16 gennaio 1960  |                 |
| 16 | The Secret Bizz of Professor Gizz              |                           | 16 gennaio 1960  |                 |
| 17 | Test Hop Flip Flop                             |                           | 23 gennaio 1960  |                 |
| 18 | Sticks and Stones and Aching Bones             |                           | 23 gennaio 1960  |                 |
| 19 | Gun, Gun, Who's Got the Gun?                   |                           | 23 gennaio 1960  |                 |
| 20 | Big Papoose on the Loose                       |                           | 30 gennaio 1960  |                 |
| 21 | Mine, Mine, All Mine Gold Mine                 |                           | 30 gennaio 1960  |                 |
| 22 | Gold Data in the Substrata                     |                           | 30 gennaio 1960  |                 |
| 23 | The Ghost with the Most                        |                           | 6 febbraio 1960  |                 |
| 24 | In the Soup with a Supernatural Snoop          |                           | 6 febbraio 1960  |                 |
| 25 | Sneaky Knaves in the Caves                     |                           | 6 febbraio 1960  |                 |
| 26 | Tailspin Twins                                 |                           | 6 febbraio 1960  |                 |
| 27 | Sky High Fly Guys                              |                           | 13 febbraio 1960 |                 |
| 28 | A Tisket, a Tasket, Who Lost Their Basket?     |                           | 13 febbraio 1960 |                 |
| 29 | Three's a Crowd in a Cloud                     |                           | 13 febbraio 1960 |                 |
| 30 | Fine Feathered Birds of a Feather              |                           | 20 febbraio 1960 |                 |
| 31 | A Bird in Hand Is a Handy Bird                 |                           | 20 febbraio 1960 |                 |
| 32 | No Laffy Daffy                                 |                           | 20 febbraio 1960 |                 |
| 33 | Tiff on a Skiff                                |                           | 27 febbraio 1960 |                 |
| 34 | Sub a Dub Dub                                  |                           | 27 febbraio 1960 |                 |
| 35 | Squawky No Talky                               |                           | 27 febbraio 1960 |                 |
| 36 | Big Beak Tweaks Big Sneak                      |                           | 5 marzo 1960     |                 |
| 37 | Off on a Toot with the Loot to Boot            |                           | 5 marzo 1960     |                 |
| 38 | Thanks a Lot for X Marks the Spot              |                           | 5 marzo 1960     |                 |
| 39 | Tail of a Sail in a Whale                      |                           | 5 marzo 1960     |                 |
| 40 | Misguided Missile                              |                           | 12 marzo 1960    |                 |
| 41 | Triple Trouble Trip                            |                           | 12 marzo 1960    |                 |
| 42 | Around the Moon in Eighty Ways                 |                           | 12 marzo 1960    |                 |
| 43 | Button, Button, Who Pushed the Button?         |                           | 19 marzo 1960    |                 |
| 44 | No Traces of Aces of Spaces                    |                           | 19 marzo 1960    |                 |
| 45 | Lilipunies Meet Mooney Goonies                 |                           | 19 marzo 1960    |                 |
| 46 | Little Guys are a Big Surprise                 |                           | 26 marzo 1960    |                 |
| 47 | Two Is Company — a Million Is a Little Crowded |                           | 26 marzo 1960    |                 |
| 48 | Big Bop for a Big Flop                         |                           | 26 marzo 1960    |                 |
| 49 | Things Get Tough for Ruff — Sure 'Nuff         |                           | 2 aprile 1960    |                 |
| 50 | Whap — Caught in a Trap by a Sap               |                           | 2 aprile 1960    |                 |
| 51 | Spin, Spin a Web to Catch a Blop In            |                           | 2 aprile 1960    |                 |
| 52 | Have Blop, Will Travel                         |                           | 2 aprile 1960    |                 |